# 1124

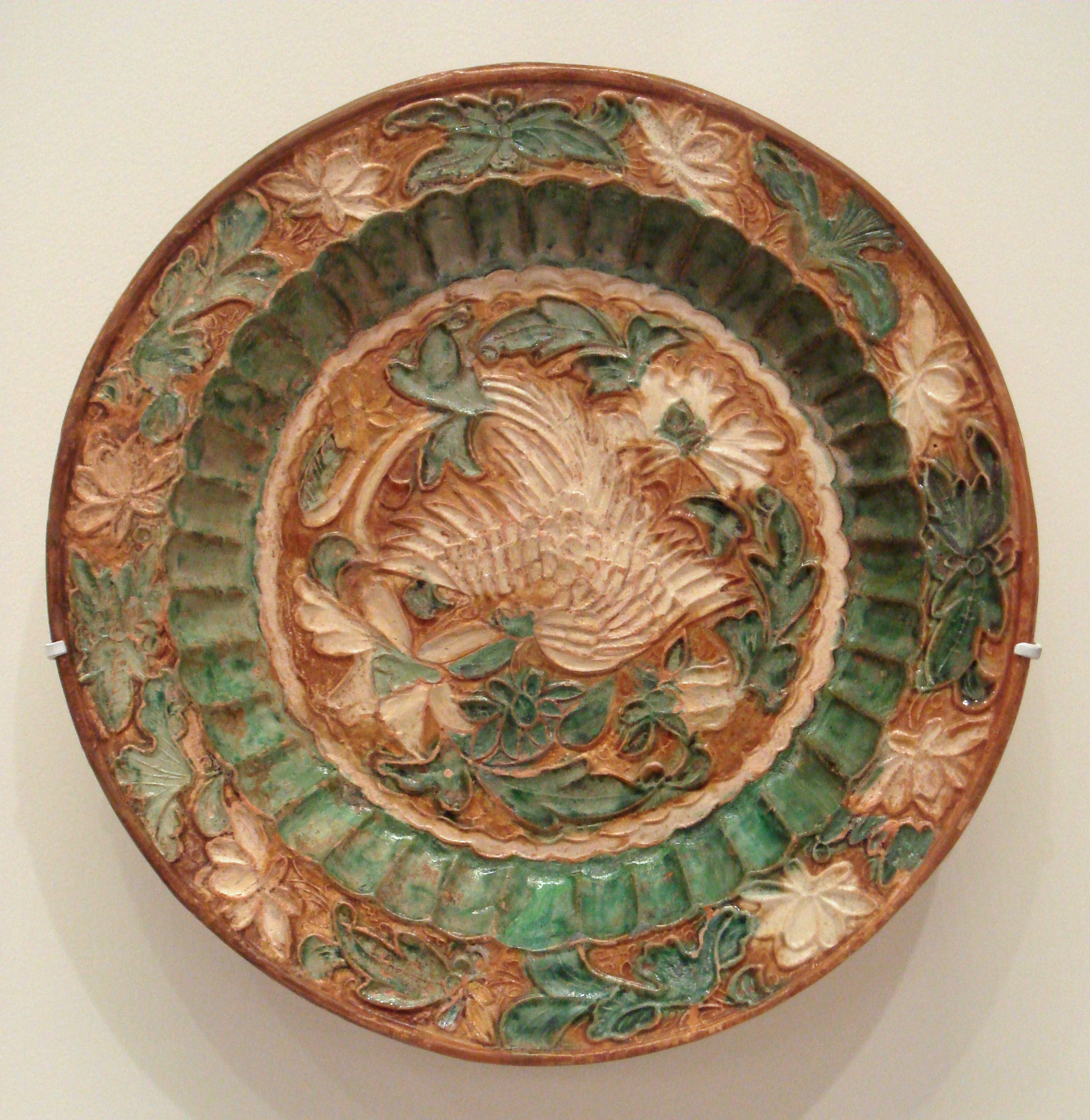
Sancai-bord van de Liao

Het jaar 1124 is het 24e jaar in de 12e eeuw volgens de christelijke jaartelling.

## Gebeurtenissen
- 7 juli - Kruisridders veroveren Tyrus en voegen het bij het koninkrijk Jeruzalem.
- 8 oktober - De kruisvaarders belegeren Aleppo.
- 15 december - Na het overlijden van paus Calixtus II wordt Tebaldo Buccapecus als Celestinus II tot paus gekozen. Romeinse edelen onder Roberto Frangipani bezetten echter de stad en installeren Lamberto Scannabecchi als paus Honorius II. Honorius wenst echter niet door geweld paus te worden en treedt af. Dit wordt door Celestinus' aanhangers positief ontvangen, en Celestinus ziet af van het pausschap.
- 21 december Honorius wordt op reguliere wijze tot paus gekozen. Omdat zijn pauswijding niet is afgerond, geldt Celestinus als tegenpaus.
- winter (1124-1125) - West-Europa wordt geteisterd door een hongersnood.

zonder datum
- De Jürchen vernietigen het Kitanrijk van de Liao-dynastie. Het noordoosten van China valt nu onder hun Jin-dynastie.
- Yelü Dashi voert 100.000 Kitans in westelijke richting naar Turkestan en bereikt de Oeigoerse hoofdstad Beshbaliq. Hij sticht hier de dynastie van de westelijke Liao of Kara-Kitan.
- Stefanus II van Hongarije verovert Dalmatië op Venetië.
- Boudewijn II van Jeruzalem en Jocelin I van Edessa, gevangen door de Artuqiden, worden bevrijd.
- Keizer Hendrik V valt Frankrijk binnen. Koning Lodewijk VI gebruikt in deze strijd als eerste de oriflamme als vaandel.
- Xu Jing beschrijft in zijn Xuan-He Feng Shi Gao Li Tu Jing Korea.
- Norbertus reist naar Antwerpen om het tanchelisme te bestrijden en sticht de Sint-Michielsabdij.
- Frederik van Vianden wordt de eerste graaf van Vianden.
- Robert de Brus wordt benoemd tot de eerste heer van Annandale.
- Voor het eerst genoemd: Babyloniënbroek, Binche, Lillo

## Opvolging
- Bohemen - Bořivoj II opgevolgd door zijn broer Wladislaus I
- Foix - Rogier II opgevolgd door zijn zoon Rogier III
- Istrië - Engelbert II opgevolgd door zijn zoon Engelbert III
- Meißen - Wiprecht van Groitzsch opgevolgd door Herman II van Winzenburg
- paus Calixtus II opgevolgd door tegenpaus Celestinus II, op zijn beurt opgevolgd door paus Honorius II
- Rethel - Gervaas opgevolgd door zijn zus Mathilde en dier echtgenoot Odo van Vitry
- Schotland - Alexander I opgevolgd door zijn broer David I
- Graafschap Weimar-Orlamünde - Siegfried II opgevolgd door zijn broer Willem van Ballenstedt

## Geboren
- Constance Capet, Frans prinses (of 1128)

## Overleden
- 2 februari - Bořivoj II van Bohemen (~59), hertog van Bohemen (1100-1107, 1117-1120) en delen van Moravië (1097-1100)
- 19 maart - Siegfried II (~16), graaf van Weimar-Orlamünde (1113-1124)
- 23 april - Alexander I (~45), koning van Schotland (1107-1124)
- 22 mei - Wiprecht van Groitzsch (~73), markgraaf van Meißen en Neder-Lausitz (1123-1124)
- 13 december - paus Calixtus II (~64), paus (1119-1124)
- Gervaas (~68), graaf van Rethel (1118-1124)
- Hassan-i Sabbah (~90), stichter van de Assassijnen
- Rodolf van Stade, markgraaf van de Noordmark (1106-1115)
- Rogier II, graaf van Foix (1064-1124)
- Dudo van Laurenburg, stamvader van het huis Nassau (jaartal bij benadering)
- Eadmer, Engels geschiedschrijver (jaartal bij benadering)
- Roscellinus van Compiègne, Frans filosoof (jaartal bij benadering)